# Heidenopferstein

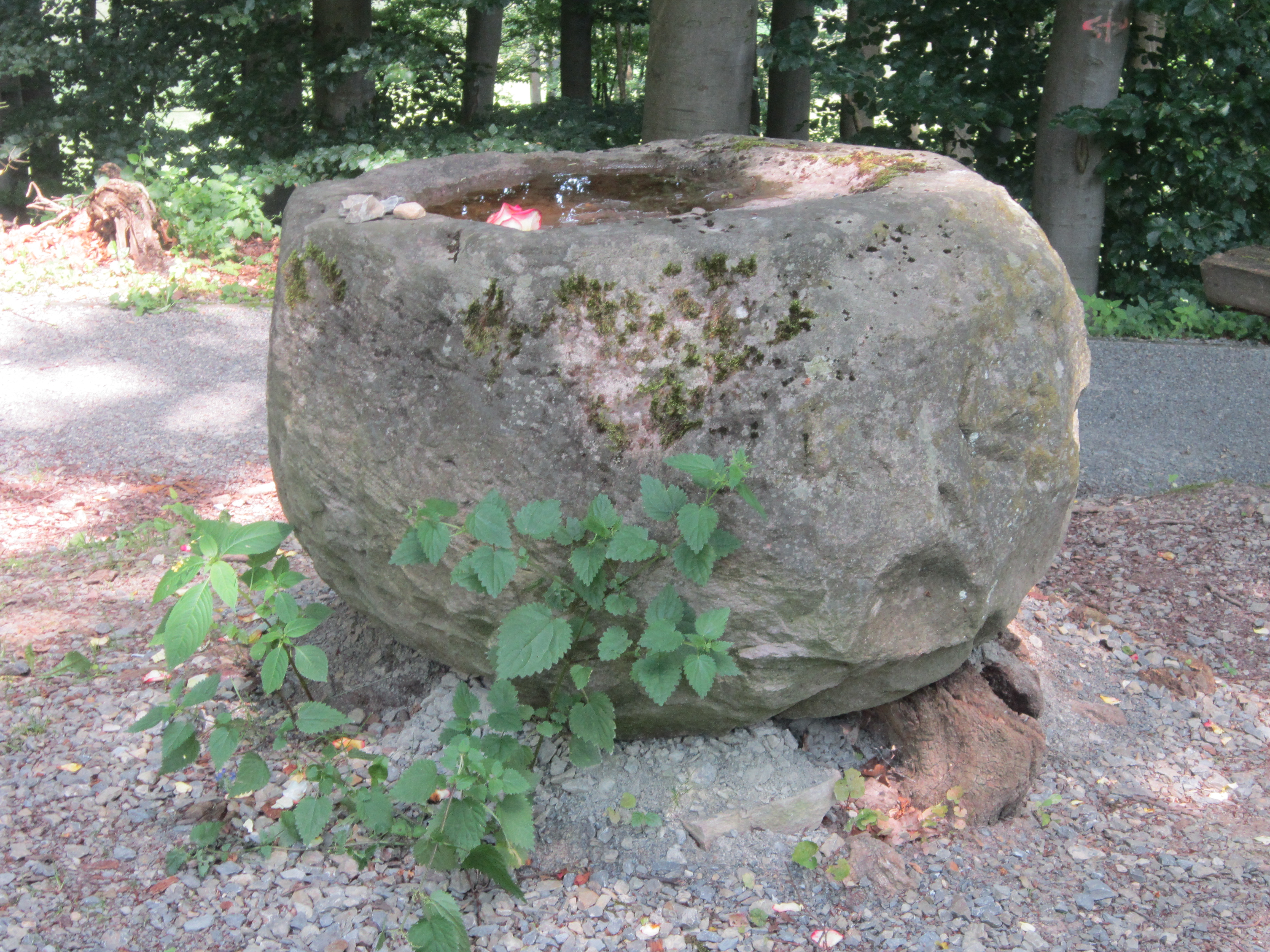
Der Heidenopferstein.

Der Heidenopferstein ist ein bearbeitetes Werkstück aus Buntsandstein und befindet sich am Staffelsberg in der bayerischen Kurstadt Bad Kissingen im unterfränkischen Landkreis Bad Kissingen.
Der Sandstein gehört zu den Bad Kissinger Baudenkmälern und ist unter der Nummer D-6-72-114-130 in der Bayerischen Denkmalliste registriert. Der Stein hat etwa 130 cm Durchmesser und 70 cm Höhe und zeigt in den oberen Partien Zeichen von Bearbeitung durch Ausarbeitung einer kreisförmigen Mulde mit 70 cm Durchmesser und 10 cm Tiefe sowie der Formgebung einer achteckigen Außenumrandung.

## Geschichte
Der Heidenopferstein hat seinen Ursprung im Euerdorfer Forst in der Abteilung Brandleite. Unweit des dortigen Standortes des Heidenopfersteins befindet sich ein vorchristliches Grabhügelfeld mit 18 Grabhügeln. Dies könnte darauf hindeuten, dass der Stein in vorchristlicher Zeit als Opferstein diente, auf dem auch Menschenopfer dargebracht wurden.
Später kam der Heidenopferstein in das damalige Auraer Kloster (die heutige Ruine Aura); dort bekam er seine jetzige Form als Taufstein. Unter welchen Umständen dies geschah, lässt sich nicht mehr mit Sicherheit klären. Eine Version besagt, die Mönche des Klosters Aura hätten durch Einschlagen einer Mulde an der Oberseite begonnen, den Stein zu einem Taufstein zu formen; dieses Vorhaben sei unterbrochen worden, als im Rahmen des Bauernaufstandes von 1525 der „Auraer Haufen“, eine Gruppe aufständischer Bauern, das Kloster verwüstete. Einer anderen Version zufolge wollte der Würzburger Fürstbischof Johann Gottfried I. von Aschhausen dem Kloster mit einem Taufstein zu neuer Blüte verhelfen; seine Pläne wiederum seien am Dreißigjährigen Krieg gescheitert. Es besteht ebenfalls die Möglichkeit, dass beide Varianten zutreffen und zwei Versuche unternommen wurden, aus dem Sandstein einen Taufstein zu machen.
Ende der 1880er Jahre kam der Heidenopferstein an seinen jetzigen Standort am Bad Kissinger Staffelsberg.